# Essential Mixes (Avril Lavigne)
Essential Mixes je remix album kanadske pjevačice Avril Lavigne. Bit će objavljen 17. rujna 2010. godine u izdanju diskografske kuće RCA Records. Na albumu se nalaze remiksevi i akustične verzije pjesama koje je Lavigne objavila.

## Popis pjesama
| Br. | Skladba                                | Tekstopisac                     | Trajanje |
| --- | -------------------------------------- | ------------------------------- | -------- |
| 1.  | »Complicated« (The Matrix Mix)         | Avril Lavigne/The Matrix        | 3:50     |
| 2.  | »Girlfriend« (Dr. Luke Mix)            | Avril Lavigne/Dr. Luke          | 4:00     |
| 3.  | »Hot« (Wolfdeck Remix)                 | Avril Lavigne/Evan Taubenfeld   | 3:21     |
| 4.  | »Sk8er Boi« (akustična verzija)        | Avril Lavigne/The Matrix        | 3:40     |
| 5.  | »My Happy Ending« (akustična verzija)  | Avril Lavigne/Butch Walker      | 4:04     |
| 6.  | »Take Me Away« (akustična verzija)     | Avril Lavigne/Evan Taubenfeld   | 2:57     |
| 7.  | »Nobody's Home« (akustična verzija)    | Avril Lavigne/Ben Moody         | 3:00     |
| 8.  | »He Wasn't« (akustična verzija)        | Avril Lavigne/Chantal Kreviazuk | 2:59     |
| 9.  | »When You're Gone« (akustična verzija) | Avril Lavigne/Butch Walker      | 4:01     |
| 10. | »Girlfriend« (Junkie XL Mix)           | Avril Lavigne/Dr. Luke          | 3:36     |

## Ljestvice
| Ljestvica (2010.) | Najbolja pozicija |
| ----------------- | ----------------- |
| Italija           | 74                |

## Povijest objavljivanja
| Država                 | Datum           | Format |
| ---------------------- | --------------- | ------ |
| Njemačka               | 17. rujna 2010. | CD     |
| Ujedinjeno Kraljevstvo | 20. rujna 2010  | CD     |